# Otoplana intermedia
Otoplana intermedia är en plattmaskart som beskrevs av Du Plessis 1889. Otoplana intermedia ingår i släktet Otoplana och familjen Otoplanidae. Inga underarter finns listade i Catalogue of Life.